# Dana Z. Anderson
Dana Zachary Anderson (* 10. April 1953 in Chicago) ist ein US-amerikanischer Physiker, der sich mit Quantenoptik, Atomoptik und Nichtlinearer Optik befasst.
Anderson erwarb seinen Bachelor-Abschluss als Elektroingenieur 1975 an der Cornell University und wurde 1981 an der University of Arizona in  Physik promoviert. 1981 bis 1984 forschte er am Caltech und war dort 1983/84 Lecturer. Danach war er Assistant Professor am Joint Institute Laboratory of Astrophysics der University of Colorado, wurde 1989 Associate Professor und 1995 Professor für Physik. Er leitete dort das Optical Sciences and Engineering Program.
Er entwickelte ab den 1980er Jahren selbstorganisierende nichtlineare optische Systeme mit Anwendung in optischer Kommunikation und Datenverarbeitung. Zum Beispiel Assoziativspeicher aus einem Hologramm in einem Resonator unter Verwendung photorefraktiver Materialien (siehe auch Holografischer Speicher).  Mit ihnen lassen sich Neuronale Netze herstellen.
In der Atomoptik entwickelt seine Gruppe mobile Geräte unter Verwendung von kompakten Vakuum-Zellen mit  Bose-Einstein-Kondensaten, die in einem Atom-Chip hergestellt werden. Zum Beispiel integrierte Atom-Interferometer für Trägheitsnavigation, Atomuhren und Sensoren für Schwerkraft und elektromagnetische Felder.
Er ist Fellow der Optical Society of America und der American Physical Society. 1994 erhielt er den R. W. Wood Prize und 1985 einen Presidential Young Investigator Award. 1986 war er Sloan Research Fellow. Für 2022 wurde Anderson der Willis-E.-Lamb-Preis zugesprochen.
Er war Mitherausgeber des Journal of Neural Networks.

## Schriften
- Herausgeber: Neural Information Processing Systems, American Institute of Physics 1988